# Mathematische Theorie der Demokratie
Die mathematische Theorie der Demokratie ist ein interdisziplinärer Zweig der Sozialwahltheorie (englisch social choice theory) und der Neuen politischen Ökonomie (auch Public Choice oder Ökonomische Theorie der Politik), der von Andranik Tangian konzipiert wurde. Sie mathematisch operationalisiert und analysiert das Grundkonzept moderner Demokratien – das der politischen Repräsentation, insbesondere der policy representation (deutsch: Repräsentation der Politik), i.e. wie gut die politischen Präferenzen der Wähler durch das Parteiensystem und die Regierung vertreten sind.

## Geschichte
Die mathematische Herangehensweise an die Politik geht auf Aristoteles zurück, der den Unterschied zwischen Demokratie, Oligarchie und gemischter Verfassung in Bezug auf die Stimmengewichtung erklärte.
Die historische Mathematisierung der Prinzipien der Sozialwahltheorie wird von Iain McLean und Arnold Urken überprüft.
Moderne mathematische Studien in der Demokratie beruhen auf der Spieltheorie, Public Choice und der Sozialwahltheorie, die nach dem Zweiten Weltkrieg entstanden sind.
In den 1960er Jahren wurde der Begriff der policy representation (deutsch: Repräsentation der Politik) eingeführt. Es geht darum, wie gut das Parteiensystem und die Regierung die politischen Präferenzen der Wähler in zahlreichen politischen Fragen vertreten (z. B. durch das Parteiprogramm und die reale Politik). Die policy representation wird derzeit intensiv untersucht
und über die MANIFESTO-Datenbank überwacht, die die Wahlprogramme der Parteien in etwa 50 demokratischen Staaten seit 1945 quantitativ charakterisiert. 1989 wurde es in der niederländischen Voting advice application  (kurz VAA, deutsch: Wahl-Empfehlungs-Anwendung oder -Hilfe) StemWijzer (= VoteMatch) operationalisiert. Dadurch kann die Partei gefunden werden, die die politische Präferenzen des Benutzers am besten repräsentiert. Seit der Veröffentlichung im Internet wurde das System von etwa 20 Ländern sowie von der Europäischen Union angeeignet.
Die theoretischen Aspekte, wie eine Gesellschaft mit einem zusammengesetzten Programm am besten zu befriedigen, die zuerst von Andranik Tangian und Steven Brams mit Koautoren in Betracht gezogen haben, werden nun in der relativ neuen Disziplin der Judgement aggregation (deutsch: Urteilsaggregation) untersucht.
Die mathematische Theorie der Demokratie konzentriert sich insbesondere auf die quantitativen Aspekte desselben Themas.
Der Name Mathematische Theorie der Demokratie geht auf den russischen Spieltheoretiker Nikolai Worobjow zurück, der Ende der 1980er Jahre die ersten Ergebnisse dieser Art
kommentierte.

## Inhalt der Theorie
Wie die Sozialwahltheorie befasst sich die mathematische Theorie der Demokratie mit der Analyse der kollektiven Wahl aus einer gegebenen Kandidatenliste. Diese Theorien unterscheiden sich jedoch in der Methode und den ursprünglichen Daten, auf die verwiesen wird. Die Sozialwahltheorie basiert auf Präferenzreihenfolge der Kandidaten von den Wählern und einen axiomatischen Ansatz, um einwandfrei Lösungen zu finden. Die mathematische Theorie der Demokratie berücksichtigt die Positionen der Kandidaten und der Wählerschaft zu bestimmten politischen Themen, um die beste Vertretung der öffentlichen Meinung zu finden. Die Methode basiert auf quantitativen Indizes, um die Repräsentationsfähigkeit der Kandidaten zu bewerten und vergleichen.
Es ist erwiesen, dass Kompromisskandidaten und repräsentative Ausschüsse immer gefunden werden können, auch wenn es keine perfekte Lösung in Bezug auf die Sozialwahltheorie gibt. Unter anderem stellt sich heraus, dass es unter den axiomatisch verbotenen Arrowischen Diktatoren immer repräsentative Vertreter der Gesellschaft (wie Präsidenten) existieren, deren Akzeptanz das Arrow-Theorem löst und damit die prinzipielle Möglichkeit repräsentativer Demokratie begründet.
Die weiteren Ergebnisse befassen sich mit den Eigenschaften und den Besonderheiten einzelner Vertreter (wie Abgeordnete, Vorsitzende, Präsidenten) und der Ausschüsse (wie Parlamente, Kommissionen, Kabinette, Koalitionen und Jurys).

## Drittstimme
Die Drittstimme (englisch Third Vote) ist eine Wahlmethode, die im Rahmen der mathematischen Theorie der Demokratie entwickelt wurde, um das Konzept politischer Vertretung zu erweitern.
Ihr Ziel ist es, die Aufmerksamkeit der Wähler von politischen Einzel-Persönlichkeiten auf konkrete politische Fragen zu lenken. Die Frage Wer soll gewählt werden?  wird durch die Frage Was wird gewählt? (Parteiprogramm) ersetzt. Stimmen werden nicht einzelnen Kandidatennamen gegeben, sondern nach politisch relevanten Fragen in Form eines maximal neutralen Fragebogens ausgewertet. Dabei sollen die Wähler zu konkreten, neutral formulierten Ja/Nein-Fragen Stellungen nehmen, welche Bezug auf die Programme der Kandidaten herstellen. Es werden die gleichen Daten wie beim Wahl-O-Mat angewendet, allerdings auf andere Weise ausgewertet. Im Unterschied zum Wahl-O-Mat, gibt der Fragebogen der Drittstimme-Methode keine Abstimmungsempfehlung für jeden Benutzer ab. Stattdessen bestimmt die Drittstimme das politische Profil der ganzen Wählerschaft mit Pros- und Cons-Prozentanteilen zu jedem einzelnen Thema. Der Wahlsieger wird infolgedessen der Kandidat, dessen politisches Profil am besten zu den politischen Wünschen der gesamten Wählerschaft passt.
Wenn es sich bei den Kandidaten um politische Parteien handelt, die um Parlamentssitze konkurrieren, wird die Nähe zwischen den Parteiprofilen zu dem Wählerschaftsprofil mathematisch gemessen, und die Parlamentssitze werden proportional zu diesen Indizes zugeordnet.  Wenn anstelle von Kandidaten Entscheidungsoptionen in Betracht gezogen werden, konzentrieren sich die Fragen auf ihre spezifischen Eigenschaften.
Die Mehrwählerparadoxien von Condorcet und Arrow werden umgangen, weil die gesamte Wählerschaft als eine Art Einzelwähler mit einem Meinungsprofil angesehen wird.

## Anwendungen

### Gesellschaftliche Anwendungen
- Ineffizienz der Demokratie in einer instabilen Gesellschaft[25]

- Quantitative Analyse und alternative Interpretation des Arrow-Paradoxon[20][26]

- Analyse der Attischen Demokratie (antikes Griechenland) auf der Grundlage der Auswahl von Beamten nach Los[27]

- Analyse des politischen Spectrums[20][28][29]

### Nicht-gesellschaftliche Anwendungen
Da verwandte Objekte oder Prozesse sich in gewissem Sinne gegenseitig „repräsentieren“, können einige von ihnen mit Hilfe anderer untersucht und vorhergesagt werden. Diese Technik wird in den folgenden Anwendungen verwendet:
- Vorhersagen von Aktienkursschwankungen, da einige von ihnen (z. B. in den USA) einige andere Aktienkursschwankungen (z. B. in Deutschland) „im Voraus“ repräsentieren[20][30]

- Ampelsteuerung und -koordination, da Situationen an bestimmten Kreuzungen im Voraus die Situation an einigen anderen Kreuzungen repräsentieren[20][31]